# Villeherviers
Villeherviers is een gemeente in het Franse departement Loir-et-Cher (regio Centre-Val de Loire) en telt 486 inwoners (2005). De plaats maakt deel uit van het arrondissement Romorantin-Lanthenay.

## Geografie
De oppervlakte van Villeherviers bedraagt 38,1 km², de bevolkingsdichtheid is 12,8 inwoners per km².

## Verkeer en vervoer
In de gemeente ligt spoorwegstation Villeherviers.
De onderstaande kaart toont de ligging van Villeherviers met de belangrijkste infrastructuur en aangrenzende gemeenten.

## Demografie
Onderstaande figuur toont het verloop van het inwonertal (bron: INSEE-tellingen).